# Dunira sarconia
Dunira sarconia là một loài bướm đêm trong họ Erebidae.